# Ójama Maszutacu
Ójama Maszutacu (大山 倍達; Hepburn: Masutatsu Ōyama; Gimje, Korea, 1923. július 27. – Tokió, 1994. április 26.) koreai származású karatemester, az első full-kontakt karate, a kjokusin karate alapítója. Cshö Jongi (최영의) néven született a Japán által megszállt Koreában, majd mint zainicsi, élete jelentős részét Japánban töltötte, 1964-ben az állampolgárságot is megszerezte, a Vaszeda Tudományegyetem öregdiákja. Karatekörökben Szószai (am. „elnök”, vagy „főigazgató”) volt a megszólítása, mely egy japán vezetői cím.

## Korai évek és a második világháború

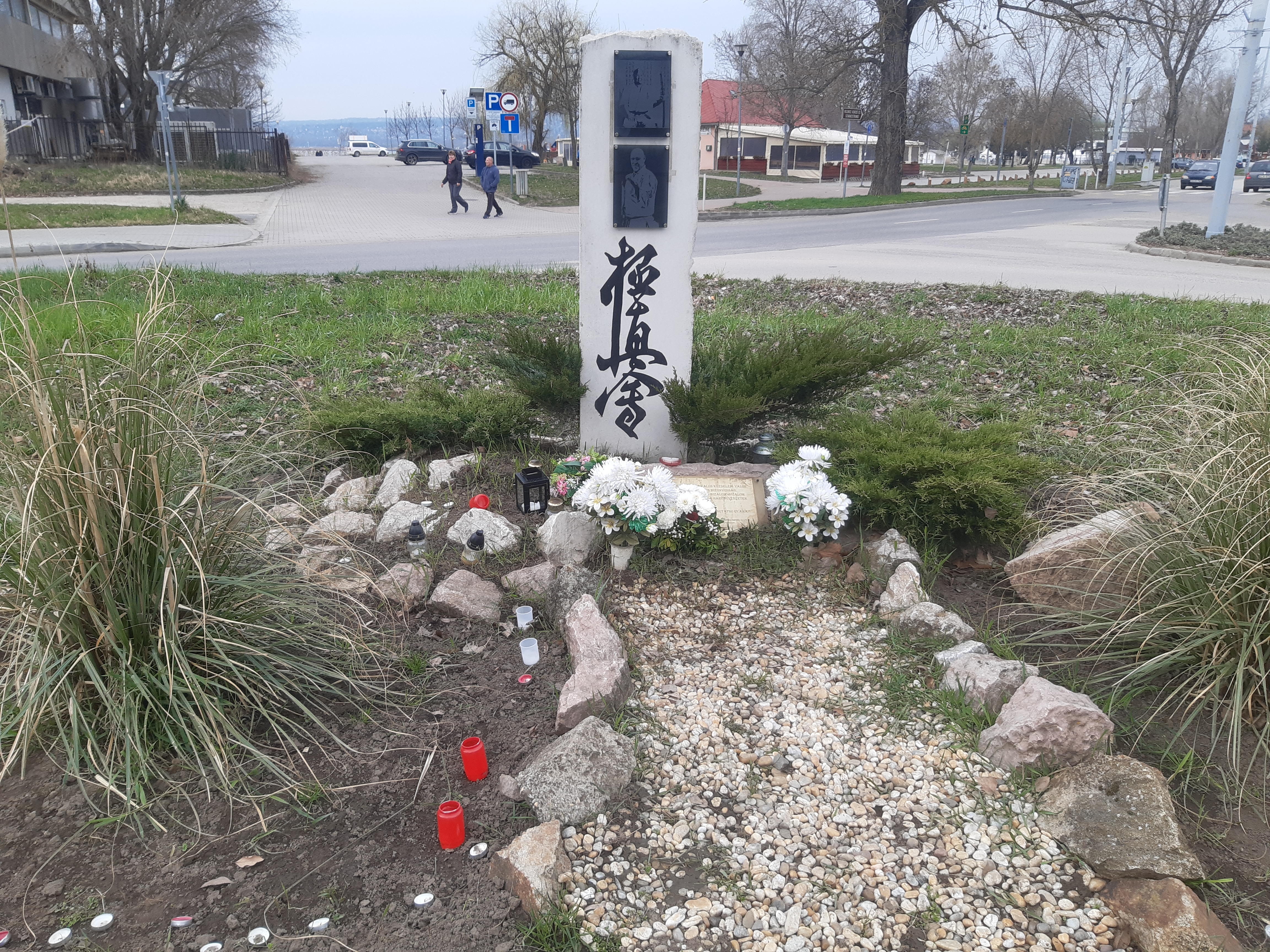
Ójama Maszutacu emlékhely Velencén. A Naga Dojo karatékái avatták fel 2019. október 2-án.

Ójama a koreai Gimjében (ma Dél-Korea) született Csoi Jung-eui néven (koreaiul: 최영의) a japán megszállás idején. Fiatalon Mandzsúriába küldték nővére farmjára. Kilencéves korában kezdett el harcművészetet tanulni a farm egyik idénymunkásától, akit később Maszutacu Lee-ként említett. Saját bevallása szerint ő volt a legelső tanítója. Fiatal éveit számos manga és film is feldolgozta, melyek valóságtartalma kérdéses, hiszen kevés tényadat áll rendelkezésre ezen időszakából.
1938 márciusában Ójama Japánba utazott bátyja után, aki beiratkozott a Jamanasi Repülőiskolába, amely a Császári Japán Hadsereg pilótakiképző intézménye volt. Valamikor ebben a Japánban eltöltött időben vette fel a később, napjainkban is ismert (japánul: 大山 倍達) nevet. Ójama Japánba költözését Isihara Kandzsi japán tábornok inspirálta, aki az ázsiai szomszéd országok megszállása elleni politikát támogatta (emiatt lett kiközösítve a japán katonai felsővezetés soraiból), ott akarta jövőjét megalapozni.
Élt egy történet az ifjú Ójamáról, melyben Lee tanítója egy növénymagot adott neki azzal a céllal, hogy elültesse, ápolja és minden nap ugorjon át rajta százszor. Minél magasabbra nőtt a növény, annál magasabbra kellett neki is ugrania. Később Ójama ezt mondta: „Képessé váltam könnyedén falakon átugrani oda és vissza.” Egy képregénysorozat is készült korai életéről és élettapasztalatairól, melyet Kadzsivara Ikki írt Ójama elbeszélései alapján. A címe Karate baka icsidai (angolul: Karate Fanatic).
A második világháború idején Ójama a japán hadsereg kötelékébe szeretett volna tartozni. A saját vérével írt egy levelet a legmagasabb beosztású tiszteknek, melyet ujjaiból nyomott ki, hogy kamikazepilóta lehessen. Mivel ez a kiképzés a kezdeti időkben elitképzés volt, származása miatt elutasították a kérvényeit. Később azonban, mikor egy tábornok látta ezt, hogy saját vérével írja a felvételi levelet, tudta, hogy Ójama kész a feladatra. A következő héten indulhatott is öngyilkos bevetésére, azonban repülőgépe a bevetési napon műszaki hiba miatt nem tudott felszállni. Később egy televíziós interjúban ezt mondta: „Együtt reggeliztem bajtársaimmal, akik készek voltak szolgálni hazánkat. Este, mikor vacsorához ültem le, az összes szék üres volt. Nem volt szó, amivel leírhattam volna, mit éreztem, de tudom, kaptam egy esélyt, hogy tegyek valamit.”
1963-ban Ójama írt egy könyvet What is Karate címmel, ami bestseller lett az USA-ban és milliószámra másolták szerte a világban. Napjainkig ez a „karate bibliája”. Három nyelvre fordították le: magyarra, franciára és angolra.

## A második világháború után
A háború végével, 1945-ben, huszonkét évesen Ójama elhagyta a pilótaiskolát és elkezdte az Eiwa Karate Research Center („Eivai karatekutató központ”) a tokiói Szuginami ward-ban, azonban bezárta, mert „hamar rájöttem, hogy én egy nemkívánatos koreai vagyok. Senkinél sem bérelhettem szobát.” Később talált egy helyet Tokióban, ahol lakhatott. Itt ismerte meg későbbi feleségét is, akinek anyja kollégiumot üzemeltetett egyetemi hallgatók számára. 1946-ban felvételt nyert a Vaszedai Egyetem sporttudományi szakára.
Mivel a legjobb oktatást akarta magának, az egyik sótókan dódzsóval lépett kapcsolatba, melyet Funakosi Gigó üzemeltetett, aki a sótókan alapítójának, Funakosi Gicsin-nek másodszülött fia volt. Felvette a dódzsóba és Ójama megkezdte élethosszig tartó pályafutását a karate világában. Az oktatás során nem sikerült elvegyülnie, idegennek érezte magát egy idegen földön, ezért mindig egyedül képezte magát.
Később Ójama felvételt nyert a tokiói Takusoku Egyetemre és bekerült Funakosi Gicsin dózsójába. Itt Funakosi mellett két évig tanult, majd több évig a gódzsú-rjú karateirányzatot tanulta a rendszer egyik kitalálója, Mijagi Csódzsun mellett. Tanulmányait nyolc danig vitte Jamagucsi Gogennél, aki akkoriban a gódzsú-rjú vezetője volt a japán főszigeteken.
Noha Japán már 1910-ben annektálta Koreát, a második világháború alatt egyre több zavargás alakult ki a félszigeten, ami a háború után csak egyre fokozódott. Amikor politikai ideológiai okokból a déli tagállamokat megtámadta az északi haderő, Ójama egyre feszültebbé vált, amiről később így nyilatkozott: „Bár Koreában születtem és nevelkedtem, mégis öntudatlanul is magamat liberálisnak tartottam. Meglehetősen taszított szülőföldem erősen feudális rendszere, és ez volt az okok egyike, ami miatt elszöktem otthonról Japánba.” Csatlakozott a Japánban élő koreaiak egységesítő politikai szervezetéhez, azonban hamarosan a japán rendőrség célpontjává váltak, többször zaklatták őket. Ezt követően ismerkedett meg egy ugyanazon tartományból származó koreaival, Szo Neicsuval, aki a gódzsú karate kiváló ismerője volt.
Ebben az időben ő is részt vett a Tokió körüli utcai harcokban, az Amerikai Katona Rendészet és a tüntetők között tört ki. Egy későbbi televíziós interjúban így beszélt erről: „A háború alatt sok barátomat vesztettem el, akik kora reggel készültek kamikazepilóta bevetésükre, együtt reggeliztünk és este a székeik üresen maradtak. A háború után nagyon dühös voltam, ezért sok amerikai katona ellen küzdöttem, ahogy csak tudtam addig, amíg az arcképem az összes rendőrőrsön ki nem lett függesztve.” Akkor Szo úr azt tanácsolta neki, hogy vonuljon vissza egy hegyre, ahol vigaszt talál és képezze tovább elméjét és testét. Ezt követően három évet a Minobu hegyen töltött a Jamanasi prefektúrában, Tokiótól délnyugatra. Épített egy kunyhót a hegyen, ahol lakott. Egy Jasiro nevű tanítványa is elkísérte, azonban a teljesen elszigetelt képzés és a mostoha körülmények okozta kihívások elriasztották és egyik éjszaka elment, Ójamát egyedül hagyva. Havonta egyszer látogatott el hozzá egy barátja a Csiba prefektúrabeli Tatejamából, ezen kívül a magány és a kemény edzés kezdte kimeríteni. Kétségei támadtak döntését illetően és levelet küldött Szo úrnak. A válaszlevélben bátorítást kapott és egy tanácsot, borotválja le az egyik szemöldökét, ha kísértése támad és menjen le a hegyről, hogy mindenki lássa így. Ójama még tizennégy hónapot töltött a hegyen, majd visszatért Tokióba jóval erősebben és eltökéltebben mint előtte.
Remeteélete alatt lehetősége lett elolvasni a legendás japán kardforgató Mijamoto Muszasi Az öt elem könyve című művét, amely elmondása szerint gyökeresen megváltoztatta életét. Hegyi tanulóévei alatt más könyvet nem is olvasott. Miután szponzora megvonta támogatását tőle, kénytelen lett felhagyni hegyi életét, majd hónapokkal később megnyerte a Japán nemzeti harcművészetek bajnokság karate szekcióját. Kissé zaklatott volt, hogy nem érte el eredetileg kitűzött célját, a három évig tartó hegyvidéki tanulást, így ismét a magányba fordult és a Csiba prefektúrabeli Kijoszumi hegyre ment, ahol tizennyolc hónapot töltött.

## A kyokushin megalapítása
Harmincadik évében, 1953-ban megnyitotta saját dódzsóját Tokióban, Ójama dódzsó néven, azonban folytatta ország- és világjáró körútját, mely alatt harcművészeti bemutatókat tartott, benne bikák elleni harcot, többet meg is ölt puszta kézzel. A dódzsó első helye a külvárosban volt, majd 1956-ban beköltözött egy üresen álló balettiskola épületébe. Az Ójama által kifejlesztett tananyag rövid időn belül komoly hírnévre tett szert, mely az erős ütéseken alapult praktikus formagyakorlatokat is felhasználva. A kjokusin nevet egy 1957-es ünnepségen jelentette be. Noha tanítványaival az edzéseken keményen, durván bánt, gyakran szereztek sérüléseket az oktatások alatt, mégis egyre több tanítványa lett, akik vonaton érkeztek a dódzsóhoz Japánon belülről és kívülről egyaránt. Sok vezetője a mai kjokusin szervezeteknek ezekben az időkben szerezte meg tőle az alapképzést. 1964-ben költöztette át a dódzsót arra a helyre, ami a későbbiekben a kjokusin otthona és világviszonylatbani főhadiszállása lett. Ebben az évben formálisan megalapította a Nemzetközi Kjokusin kaikan Karate Szövetséget (International Karate Organization Kyokushin kaikan, IKO vagy IKOK), hogy szervezze az időközben sokfelé megalakult oktatóiskolák munkáját. Még ugyanebben az évben dódzsója kihívást kapott a muajthai (thai box) mestereitől. Ójama azt hitte, nincs más stílus, melyben összemérhetné magát, elfogadta a kihívást és elküldte három tanítványát, Kuroszaki Kendzsit, Nakamura Tadasit és Ószava Noborut, Thaiföldre, akik három küzdésből kettőt megnyertek, mellyel jó hírnevet szereztek karatestílusának.
Miután megalakult a kjokusinkai, Ójama szervezte egy ideig a szervezet terjeszkedését is. Ő és válogatott vezetősége kiváló üzleti érzékkel toborozták az új tanítványokat. Az Ójama által kiválasztott oktatónak el kellett utaznia a kijelölt városba, nyitnia kellett egy dódzsót és bemutatók szervezésével meg kellett mutatnia karateképességeit. Ilyen bemutatókat köztereken, gimnáziumokban, helyi rendőrségi tornatermekben, ahol a cselgáncstanulók is előszeretettel edzettek, közparkokban helyi fesztiválokon, iskolai rendezvényeken szerveztek. A bemutatókat szervező oktatók hamarosan toborozni tudtak tanulókat dódzsóikba, majd szájról-szájra terjedt hírük, mellyel kialakítottak egy aktív tanulói magot. Ójama küldött oktatókat más országokba is, mint az Egyesült Államokba, Hollandiába, Nagy-Britanniába, Ausztráliába és Brazíliába, ahol a kjokusint hasonló módon terjesztették. Ójama szintén elősegítette a fejlődést és megismertetést azzal, hogy évente megrendezték a nyílt japán karatebajnokságot The All-Japan Full Contact Karate Open Championships néven, majd a nyílt világbajnokságot World Full Contact Karate Open Championships néven minden negyedik évben.
Stílusbeli kíváncsiságára jellemző, hogy Ójama meg akart ismerkedni a cselgáncs által képviselt harcművészettel is, ezért Kimura Maszahiko dzsúdólegenda beinvitálta a Tokió nakanói részében található Szone dódzsóba, ahol négy évig tanulta a cselgáncsot, majd négydanos mesterként fejezte be a képzést.

## Jelentősebb tanítványok
- Jamazaki Terutomo: első bajnoka az All-Japan Full Contact Karate nyílt bajnokságnak és profi kick-boxoló
- Csiba Sinicsi: közismert japán színész és harcművész
- Maszuda Akira: egyike a százemberes kumitét teljesítőnek, aranyérmes az 1990-es a japán kjokusin tornán
- Rojama Hacuo: kilencdanos, kancso-ja a Kyokushin-kan International Honbu-nak
- Nakamura Tadasi: a szeidó dzsuku karatestílus alapítója
- Bobby Lowe: tízdanos karatemester, az első ucsi desi (1000 napos tanítás Ójama által személyesen)
- Steve Arneil: dél-afrikai tízdanos karatemester
- Jon Bluming: holland tízdanos karatemester
- Asihara Hidejuki: az asihara karate megalapítója (a kjokusinra épül)
- Szoeno Josidzsi: a sidokan karate alapítója
- Loek Hollander: holland karatemester, egyike a százemberes kumitét teljesítőnek
- John Jarvis: új-zélandi karatemester, első tanítója Steve Arneil
- Miura Mijuki: japán karatemester
- Howard Collins: wales-i karatemester
- Macui Sókei: koreai karatemester, az IKO elnöke
- Tae-hong Choi: a taekwondo egyik úttörője az USA-ban
- Peter Urban: az USA GoJu Karate & Grand Patriarch of All American GoJuRyu Karate Do Styles, Systems, & Organizations alapítója
- Nicholas Pettas: az utolsó ucsi desi (1000 napos tanítás Ójama által személyesen), 2001-ben K–1 bajnok Japánban

## Nyilvános bemutatói
Ójama kumitéken, csoportos küzdelmeken tette próbára erőnlétét, melyben a kihívó minden egyes személlyel legfeljebb két percet küzdhetett és minden esetben győztesként kellett befejezze. Ójama végrehajtott háromszor százas kumitét is, melyet három egymást követő nap hajtott végre, minden nap száz ellenféllel küzdve meg. Az első százemberes kumitét (hjakunin kumite) 1965 előtt hajtotta végre. Azóta ez egyfajta erőpróbává vált a karatékák körében, 2011 év végéig tizenöten teljesítették vele együtt.
Több alkalommal küzdött puszta kézzel bikák ellenében is. Életében összesen ötvenkettővel „mérkőzött meg”, melyből három azonnal meghalt az első ökölcsapást követően. Innen kapta „Isten keze” (Godhand) becenevét. Sok harcművész illette negatív kritikával ezeket az eseményeket, mondván az állatok hátrányos helyzetben voltak vele szemben, megszelídítve, lekötözve, orrkarikákkal ellátva küzdött ellenük Ójama.
Amerikai körútjai során több alkalommal mérkőzött meg profi birkózókkal is. A What is Karate című könyvének 1958-as kiadásában három ilyen profi meccset és további harminc bemutatót, kilenc televíziós szereplést említ meg.

## Utolsó évei
Későbbi éveiben oszteoartritiszben szenvedett, ami egy gyulladásos ízületi betegség. Betegsége ellenére sosem hagyott fel az oktatással, a toborzásokon rendszeresen tört szét tárgyakat.
Ójama több mint nyolcvan könyvet írt japánul, melyek közül néhányat más nyelvekre is lefordítottak.
Halála előtt megalapította Tokióban az International Karate Organization, Kyokushinkai-t („Nemzetközi Kjokusinkai Karate Szövetség”), amely egyike napjaink leghíresebb harcművész szervezeteinek. Több mint százhúsz ország egyesületét tömöríti magába, taglétszáma globálisan meghaladja a tízmillió főt. Japánban sok könyv íródott róla, egész estés film készült eseménydús életéről és mangák mesélték el sok kalandját.
Ójama Maszutacu hetvenéves korában, 1994. április 26-án halt meg tüdőrákban, noha sosem dohányzott. Özvegye, Ójama Csijako egy alapítványt hozott létre, mellyel élethosszon át tartó munkásságának állít emléket.

## Könyvei
- The Kyokushin Way. ISBN 0-87040-460-1
- What is Karate? ISBN 0-87040-147-5 (magyarul is lefordítva)
- This is Karate. ISBN 0-87040-254-4
- Advanced Karate. ASIN B000BQYRBQ
- Vital Karate. ISBN 2-901551-53-X
- Essential Karate. ISBN 978-0-8069-8844-3

## Fordítás
Ez a szócikk részben vagy egészben  a   Mas Oyama című angol Wikipédia-szócikk ezen változatának fordításán alapul.  Az eredeti cikk szerkesztőit annak laptörténete sorolja fel. Ez a jelzés csupán a megfogalmazás eredetét és a szerzői jogokat jelzi, nem szolgál a cikkben szereplő információk forrásmegjelöléseként.